# Plaza-akkoord
Het Plaza-akkoord was een overeenkomst tussen de regeringen van het Verenigd Koninkrijk, Frankrijk, de Bondsrepubliek Duitsland, Japan en de Verenigde Staten met het doel de waarde van de Amerikaanse dollar te depreciëren door in te grijpen op de valutamarkten. De vijf regeringen tekenden deze overeenkomst op 22 september 1985 in het Plaza Hotel in New York.

## Aanleiding
Tussen 1980 en 1985 apprecieerde de Amerikaanse dollar met zo’n 50% ten opzichte van de Japanse yen, de Duitse mark, de Franse frank en het Britse pond, de valuta's van de komende vier grootste economieën in die tijd. Dit leidde tot grote problemen voor het Amerikaanse bedrijfsleven dat de export zag teruglopen. Hun lobbyactiviteiten werden aanvankelijk genegeerd door de overheid. De inflatie was nog hoog en een waardedaling van de dollar zou dit versterken.
De problemen werden ernstiger voor de fabrikanten en ze gingen samen met de dienstverleners en de boeren vragen om bescherming tegen buitenlandse concurrentie. In 1985 kregen hun verzoeken meer aandacht en in het Amerikaanse Congres nam de roep om protectionistische maatregelen toe. Het vooruitzicht van handelsbeperkingen spoorde de regering aan om de onderhandelingen te beginnen die leidden tot het Plaza-akkoord.
Een depreciatie van de dollar zou twee grote problemen oplossen. Het tekort op de Amerikaanse lopende rekening was fors opgelopen en bedroeg 3,5% van het BBP. Een zwakkere dollar maakte producten van Amerikaanse bodem goedkoper waardoor de export zou toenemen. Verder was de Amerikaanse economie in een zware recessie beland. De Amerikaanse Federal Reserve System onder Paul Volcker had de stagflatie van de jaren 1970 gestopt door de rente fors te verhogen. De inflatie werd geremd, maar de dollar werd door de hogere rente aantrekkelijker. De depreciatie van de dollar zou de economie een impuls geven.
In september bereikten de onderhandelaars resultaat. Ondertekenaars van het akkoord waren: Gerhard Stoltenberg (West-Duitsland), Pierre Bérégovoy (Frankrijk), James A. Baker III (VS), Nigel Lawson (VK) en Noboru Takeshita (Japan).

## Effecten
Door ingrepen op de valutamarkten daalde de dollar in waarde. Dit gebeurde met name ten opzichte van de Japanse yen. Tussen september 1985 en december 1987 verdubbelde de waarde van 240 naar 130 yen per dollar. Ondanks deze forse depreciatie bleef het handelstekort met Japan onveranderd hoog. Dit werd veroorzaakt door allerlei structurele invoerbeperkingen in Japan. Het Plaza-akkoord was wel succesvol in het verminderen van het Amerikaanse handelstekort met West-Europese landen. Het Louvre-akkoord werd in 1987 ondertekend om de voortdurende daling van de Amerikaanse dollar weer te stoppen.
Ondanks het geringe effect op de handelstekort met de Verenigde Staten waren de gevolgen van de appreciatie van de yen groot. De Japanse export-afhankelijke economie zakte in en werd de aanleiding voor het expansieve monetaire beleid dat uiteindelijk resulteerde in de financiële zeepbel van de late jaren 1980. 